# Eric Bataille
Eric Bataille Gassier (Andorra, 18 aprile 1981) è un pilota motociclistico andorrano, ritiratosi dall'attività agonistica.

## Carriera
Esordisce in competizioni regionali nel 1998, mentre nel 1999 inizia a partecipare al campionato spagnolo e si piazza 29º nell'europeo 125. Nel 2000 esordisce nella classe 125 del motomondiale, sia in qualità di wild card con il team Queroseno Racing sia come pilota sostitutivo per il team Antinucci Racing, concludendo 24º in classifica a bordo di una Honda. Corre anche l'anno successivo nella stessa classe, disputando l'intera stagione con il team Axo Racing e classificandosi in 27ª piazza, con un nono posto in Australia come miglior risultato in gara.
Nel 2002 diventa campione francese nella classe Open 250cc e arriva secondo alle spalle di Héctor Faubel nella stessa classe del campionato spagnolo; nel corso della stagione prende parte, impiegando licenza francese, a cinque Gran Premi della classe 250, di nuovo con una Honda e con il team BQR, ottenendo un risultato a punti che gli vale il 34º posto finale. Con la stessa squadra partecipa come pilota titolare alla stagione 2003, al termine della quale si colloca alla 19ª posizione della graduatoria iridata, ripetendo il nono posto in gara a Valencia. Disputa con lo stesso team anche il campionato 2004, ma alla vigilia del GP del Qatar annuncia il proprio ritiro dalle competizioni; con i risultati fino a quel punto ottenuti si piazza 24º in classifica.

## Risultati nel motomondiale
| 2000 | Classe | Moto  |  |  |  |  |  |  |    |     |    |    |  |    |     |    |     |    | Punti | Pos. |
| ---- | ------ | ----- |  |  |  |  |  |  | -- | --- | -- | -- |  | -- | --- | -- | --- | -- | ----- | ---- |
| 2000 | 125    | Honda |  |  |  |  |  |  | 12 | Rit | 21 | 11 |  | 16 | Rit | 15 | Rit | 19 | 10    | 24º  |

| 2001 | Classe | Moto  |     |    |    |    |     |    |    |    |    |    |     |    |     |   |     |     | Punti | Pos. |
| ---- | ------ | ----- | --- | -- | -- | -- | --- | -- | -- | -- | -- | -- | --- | -- | --- | - | --- | --- | ----- | ---- |
| 2001 | 125    | Honda | Rit | 20 | 20 | 20 | Rit | NP | 17 | 19 | 20 | 15 | Rit | 17 | Rit | 9 | Rit | Rit | 8     | 27º  |

| 2002 | Classe | Moto  |  |  |    |  |  |     |  |  |  |  |     |     |  |  |  |     | Punti | Pos. |
| ---- | ------ | ----- |  |  | -- |  |  | --- |  |  |  |  | --- | --- |  |  |  | --- | ----- | ---- |
| 2002 | 250    | Honda |  |  | 14 |  |  | Rit |  |  |  |  | Rit | Rit |  |  |  | Rit | 2     | 34º  |

| 2003 | Classe | Moto  |    |    |    |    |    |     |     |     |     |    |    |    |     |     |     |   | Punti | Pos. |
| ---- | ------ | ----- | -- | -- | -- | -- | -- | --- | --- | --- | --- | -- | -- | -- | --- | --- | --- | - | ----- | ---- |
| 2003 | 250    | Honda | 16 | 13 | 13 | 15 | NP | Rit | Rit | Rit | Rit | 12 | 12 | 10 | Rit | Rit | Rit | 9 | 28    | 19º  |

| 2004 | Classe | Moto  |     |     |     |     |    |    |     |    |  |     |    |    |  |  |  |  | Punti | Pos. |
| ---- | ------ | ----- | --- | --- | --- | --- | -- | -- | --- | -- |  | --- | -- | -- |  |  |  |  | ----- | ---- |
| 2004 | 250    | Honda | Rit | Rit | Rit | Rit | 11 | 14 | Rit | 14 |  | Rit | 13 | NP |  |  |  |  | 12    | 24º  |

| Legenda | 1º posto        | 2º posto            | 3º posto            | A punti      | Senza punti        | Grassetto – Pole position Corsivo – Giro più veloce |
| Legenda | Gara non valida | Non qual./Non part. | Ritirato/Non class. | Squalificato | '-' Dato non disp. | Grassetto – Pole position Corsivo – Giro più veloce |